# كورت كوش
كورت كوش (بالإنجليزية: Kurt Koch)‏  (و. 1950  م) هو كاتب، وأستاذ جامعي، وكاهن كاثوليكي سويسري، ولد في كانتون لوتسيرن.

## مناصب
تولى منصب أسقف، والكاردينال.